# Luna araba
Luna araba è un singolo del duo italiano Colapesce Dimartino e Carmen Consoli, pubblicato l'8 maggio 2020 come quarto estratto dall'album in studio di Colapesce e Dimartino I mortali.

## Descrizione
Il singolo è stato scritto a quattro mani dai due cantautori siciliani Dimartino e Colapesce, che l'hanno interpretato insieme a Carmen Consoli.
Per gli autori, “Luna Araba” è un acquarello rock che ritrae l’estate e i racconti dell’isola dove le voci dei tre cantautori siciliani s’intrecciano tra Normanni, lune arabe e le influenze spagnole di Ortigia.

## Video musicale
Il videoclip è stato pubblicato l'11 maggio 2020 sul canale YouTube del duo, dopo essere stato trasmesso in anteprima lo stesso giorno nel corso dell'edizione del TG1 delle 13.00.
È stato realizzato in animazione dal pittore e visual artist Tommaso Buldini.

## Tracce
1. Luna araba – 3:19 (Antonio Di Martino, Colapesce)